# Aciphylla dieffenbachii
Aciphylla dieffenbachii (Engels: Dieffenbach’s speargrass of Soft speargrass) is een soort uit de schermbloemenfamilie (Apiaceae). Het is een vaste plant die in bosjes groeit. De plant heeft een stevige penwortel. Alle delen van de plant scheiden een witte, plakkerige latex af bij beschadiging. De slappe bladeren zijn grijsgroen en tot 0,7 meter lang. De bloemen hebben een goudgele kleur. 
De soort is endemisch op de Chathameilanden, een eilandengroep gelegen in de zuidelijke Grote Oceaan ten oosten van Nieuw-Zeeland. Daar wordt de soort aangetroffen op Chatham Island, Pitt Island, Mangere Island, Little Mangere, South East Island en op enkele stacks en eilandjes in zee. Hij groeit nabij de kust op op het zuiden gelegen steile kliffen, steile rotshellingen, richels en colluviale hellingen.